# Ostichthys hypsipterygion
Ostichthys hypsipterygion là một loài cá biển thuộc chi Ostichthys trong họ Cá sơn đá. Loài này được mô tả lần đầu tiên vào năm 1982.

## Từ nguyên
Từ định danh hypsipterygion được ghép bởi hai âm tiết trong tiếng Hy Lạp cổ đại: hupsēlós (ῠ̔ψηλός; "cao") và ptérux (πτέρυξ; "vây, cánh"), hàm ý đề cập đến gai vây lưng vươn cao ở loài cá này.

## Phân bố
O. hypsipterygion hiện chỉ được biết đến tại đảo Okinawa (Nhật Bản) và quần đảo Chesterfield (Nouvelle-Calédonie). Một số nguồn ghi nhận rằng, O. hypsipterygion cũng xuất hiện ở vùng biển Việt Nam. Loài này được tìm thấy ở vùng nước có độ sâu khoảng 270–355 m.

## Mô tả
Chiều dài cơ thể lớn nhất được ghi nhận ở O. hypsipterygion là 17 cm. Thân có màu đỏ nhạt với các dải sọc  trắng (hoặc các hàng đốm trắng) xuất hiện ở hai bên thân trên.
Số gai ở vây lưng: 12; Số tia vây ở vây lưng: 13; Số tia vây ở vây ngực: 15; Số gai ở vây bụng: 1; Số tia vây ở vây bụng: 7; Số vảy đường bên: 28–29.